# Rosemary Edghill
Rosemary Edghill, Geburtsname Eluki Bes Shahar (* 1956) ist eine US-amerikanische Fantasy- und Science-Fiction-Schriftstellerin und Redakteurin. Sie nahm 2004 ihr Pseudonym als offiziellen Namen an.

## Biografie
Die Verleger ihres ersten Romans überzeugten sie, dass ihr Geburtsname im englischen Sprachraum den Umsatzzahlen abträglich sei, und deshalb nannte sie sich fortan Rosemary Edghill. Ihre Schwester, eine Auskunftsbibliothekarin, veröffentlicht unter dem Namen India Edghill.
Auf die Frage, wer sie (Rosemary Edghill) schriftstellerisch beeinflusst hat, antwortete sie:
“Too many to count. Damon Runyon and Mark Twain, for use of language. C. L. Moore and Eric Frank Russell, ditto. For storybuilding and sheer artfulness, John Le Carre. For language (again!) Margaret Atwood. For a great story, which is the First Thing in my book, John D. MacDonald, Peter O'Donnell, Ian Fleming, Leslie Charteris, Raymond Chandler, Dashiell Hammett (and we're back to the language thing again). Kipling. Poe. Clark Ashton Smith. Robert E. Howard. Robert A. Heinlein. Lovecraft. For that matter, I think I owe as much to the great editors of SF's silver age as to the writers, so here's to you: John W. Campbell, Groff Conklin, and Damon Knight.” 
„Das sind zu viele, um sie zählen zu können. Damon Runyon und Mark Twain für die Wortwahl und Sprachkenntnisse. Ebenso C. L. Moore und Eric Frank Russell. Für den Aufbau der Handlung und das Ausmaß an Komplexität John Le Carre. Für ihre Sprache Margaret Atwood. Für eine gute Handlung, die immer eine Priorität für mich hat, sind es John D. MacDonald, Peter O'Donnell, Ian Fleming, Leslie Charteris, Raymond Chandler, Dashiell Hammett, Kipling, Poe, Clark Ashton Smith, Robert E. Howard, Robert A. Heinlein und Lovecraft. Und natürlich schulde ich Dank den großen Autoren des silbernen Zeitalters der SF, nämlich John W. Campbell, Groff Conklin, and Damon Knight.“
Edghill arbeitete auch mit bekannten Kolleginnen, wie Andre Norton, Mercedes Lackey, und Marion Zimmer Bradley zusammen.
Edghill lebt im Hinterland des Bundesstaates New York mit ihren Katzen und King Charles Spanieln. Sie trainiert ihre Hunde und zeigt sie auf Obedience-Wettbewerben.

## Bibliografie

### Regency Romances
- Turkish Delight, 1987
- Two of a Kind, 1988
- The Ill-Bred Bride, 1990
- Fleeting Fancy, 1993

### Hellflower
- Hellflower, 1991
- Darktraders, 1992
- Archangel Blues, 1993

### Bast
- Speak Daggers to Her, 1994
- Book of Moons, 1995
- The Bowl of Night, 1996

### The Twelve Treasures
- The Empty Crown, 1997 (Sammelband)

- The Sword of Maiden's Tears, 1994
- The Cup of Morning Shadows, 1995
- The Cloak of Night and Daggers, 1997

### Romane
- King's Quest VI: Heir Today, Gone Tomorrow, 1992
- Ghostlight, 1995
- Witchlight, 1996
- Gravelight, 1997
- Smoke and Mirrors, 1997
- Met By Moonlight, 1998
- Heartlight, 1998 (mit Tom DeFalco)
- Time’s Arrow: The Future, 1998, (X-Men & Spider-Man # 3) (mit Andre Norton)
- The Shadow of Albion, 1999
- Leopard in Exile, 2001 (mit Mercedes Lackey)
- Beyond World's End, 2001
- Spirits White as Lightning, 2001
- The Warslayer, 2002
- Vengeance of Masks, 2003
- Mad Maudlin, 2003
- Paying the Piper at the Gates of Dawn and Other Stories, 2003 (mit Marion Zimmer Bradley)
- Bedlam's Edge, 2005
- Music to My Sorrow, 2005
- Legacies, 2010
- Conspiracies, 2011
- Dead Reckoning, 2012
- Sacrifices, 2013

### Kurzgeschichten
- Shadowkiss, 1995, The Ever-After, 1989[5]
- Schwarze Magie, 1998, Spellbinder, 1991 (als Eluki Bes Shahar)
- Is Your Coworker a Space Alien? 1994[6]
- The New Britomart, 1995[6]
- Dieses Licht zu entzünden, 1997, To Light Such a Candle, 1995 (als Eluki Bes Shahar)[6]
- Jungfernblick, 2002, Queeneyes, 1995 (als Eluki Bes Shahar)
- Der Sohn der Eulenpriesterin, 1999, Prince of Exiles, 1998